# Raúl Asencio (calciatore 2003)
Raúl Asencio del Rosario (Las Palmas, 13 febbraio 2003) è un calciatore spagnolo, difensore del Real Madrid.

## Biografia
Nell'autunno del 2023 è stato perseguito dalla giustizia spagnola per la diffusione di un video sessuale di una minorenne. Nel febbraio 2025 una richiesta di proscioglimento degli avvocati di Asencio è stata respinta dal tribunale di Gran Canaria e Asencio rimane incriminato per accuse di pornografia infantile.

## Caratteristiche tecniche
Soprannominato "il nuovo Sergio Ramos" dai tifosi del Real Madrid, nonché uno dei più grandi talenti di tutto il mondo. É dotato di grande velocità nel chiudere la linea difensiva ma anche nell'anticipare gli avversari per recuperare la palla, possiede inoltre una struttura robusta e una forza fisica molto forte e potente, tanto da lanciarsi alle spalle dell'avversario per accompagnare via il pallone senza concedere rimesse, bravo anche nel servire gli assist e abile nel colpo di testa e nel far girare palla ai compagni 

## Carriera

### Club
Asencio entrò nel settore giovanile del Real Madrid, squadra della Liga spagnola, all'età di tredici anni, e ora gioca nella squadra riserve del Real Madrid, il Real Madrid Castilla, dove è considerato uno dei giocatori più importanti. Il 9 novembre 2024, ha fatto il suo debutto nella Liga per il Real Madrid, entrando come sostituto nella vittoria per 4-0 contro il CA Osasuna. Il 27 novembre 2024 fa il suo esordio in Champions League partendo da titolare nella sconfitta per 2-0 contro il Liverpool.

### Nazionale
Nel marzo 2025 è stato convocato per la prima volta in nazionale maggiore.

## Statistiche

### Presenze e reti nei club
Statistiche aggiornate al 19 febbraio 2025.
| Stagione                    | Squadra                     | Campionato                  | Campionato | Campionato | Coppa nazionale | Coppa nazionale | Coppa nazionale | Coppe continentali | Coppe continentali | Coppe continentali | Altre coppe   | Altre coppe | Altre coppe | Totale | Totale |
| Stagione                    | Squadra                     | Comp                        | Pres       | Reti       | Comp            | Pres            | Reti            | Comp               | Pres               | Reti               | Comp          | Pres        | Reti        | Pres   | Reti   |
| --------------------------- | --------------------------- | --------------------------- | ---------- | ---------- | --------------- | --------------- | --------------- | ------------------ | ------------------ | ------------------ | ------------- | ----------- | ----------- | ------ | ------ |
| 2022-2023                   | RSC Internacional           | TF                          | 29+4       | 0+0        | -               | -               | -               | -                  | -                  | -                  | -             | -           | -           | 33     | 0      |
| 2023-2024                   | Real M. Castilla            | PF                          | 34         | 0          | -               | -               | -               | -                  | -                  | -                  | -             | -           | -           | 34     | 0      |
| ago.-nov. 2024              | Real M. Castilla            | PF                          | 11         | 0          | -               | -               | -               | -                  | -                  | -                  | -             | -           | -           | 11     | 0      |
| Totale Real Madrid Castilla | Totale Real Madrid Castilla | Totale Real Madrid Castilla | 88         | 0          |                 | -               | -               |                    | -                  | -                  |               | -           | -           | 45     | 0      |
| nov. 2024-2025              | Real Madrid                 | PD                          | 21         | 0          | CR              | 6               | 0               | UCL                | 10                 | 0                  | SU+CiF+SS+Cmc | 0+1+2+0     | 0           | 40     | 0      |
| 2025-2026                   | Real Madrid                 | PD                          | 0          | 0          | CR              | 0               | 0               | UCL                | 0                  | 0                  | SS            | 0           | 0           | 0      | 0      |
| Totale Real Madrid Castilla | Totale Real Madrid Castilla | Totale Real Madrid Castilla | 21         | 0          |                 | 6               | 0               |                    | -                  | -                  |               | 3           | 0           | 40     | 0      |
| Totale carriera             | Totale carriera             | Totale carriera             | 109        | 0+0        |                 | 6               | 0               |                    | 10                 | 0                  |               | 3           | 0           | 125    | 0      |

## Palmarès

### Club

#### Competizioni internazionali
- Supercoppa UEFA: 1

Real Madrid: 2024
- Coppa Intercontinentale FIFA: 1

Real Madrid: 2024